# Dictyna sotnik
Dictyna sotnik là một loài nhện trong họ Dictynidae.
Loài này thuộc chi Dictyna. Dictyna sotnik được miêu tả năm 1994 bởi Danilov.